# Valea Rusului, Călărași
Valea Rusului este un sat în comuna Lupșanu din județul Călărași, Muntenia, România. El se află în partea centrală a județului, în Câmpia Ialomiței. La recensământul din 2002 avea o populație de 81 locuitori.